# Gustav Roch

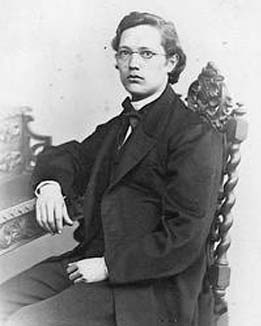
Gustav Roch

Gustav Adolph Roch (* 9. Dezember 1839 in Dresden; † 21. November 1866 in Venedig) war ein deutscher Mathematiker. Er ist bekannt für den Satz von Riemann-Roch.

## Leben
Gustav Roch war Sohn von Gustav Adolf Roch (Königlicher Küchengehilfe) und Auguste Caroline Roch geb. Büttner. Er besuchte Schulen in Dresden und Dresden-Neustadt und studierte zunächst Chemie am Polytechnikum Dresden. Sein dortiger Mathematikprofessor Oskar Schlömilch erkannte sein mathematisches Talent und bewog ihn zur Mathematik und Physik zu wechseln. 1859 veröffentlichte er eine Arbeit über Elektrodynamik nach André-Marie Ampère in der von Schlömilch herausgegebenen Zeitschrift für Mathematik und Physik, dem weitere Veröffentlichungen über Elektrodynamik und Magnetismus noch als Student folgten. 1859 setzte er sein Studium an der Universität Leipzig fort, wo die Mathematiker August Ferdinand Möbius, Moritz Wilhelm Drobisch, Wilhelm Scheibner und Wilhelm Hankel zu seinen Professoren zählten. Außerdem hörte er Vorlesungen über Botanik, Philologie und Geschichte (Heinrich von Treitschke). Aufgrund seiner Leistungen erhielt er das Kregel-Sternbach-Stipendium, das ihm die Fortsetzung des Studiums in Göttingen und Berlin ermöglichte. Ab 1861 studierte er an der Georg-August-Universität Göttingen bei den Physikern Wilhelm Eduard Weber, Ernst Christian Julius Schering und Alfred Enneper und dem Philosophen Hermann Lotze. Besonders beeindruckte ihn der Mathematiker Bernhard Riemann. 1862 wurde er im Corps Teutonia Göttingen recipiert. Er ging nach Berlin, wo er sich zwar nicht als Student einschrieb, aber Kontakte zu Leopold Kronecker, Karl Weierstraß, Ernst Eduard Kummer und Karl Wilhelm Borchardt pflegte und in die Deutsche Physikalische Gesellschaft aufgenommen wurde.
1862 schloss er sein Studium an der Universität Leipzig als Magister ab. Im selben Jahr wurde er bei Moritz Drobisch und Wilhelm Hankel sowie (da Drobisch sich außerstande sah, die Dissertation zu beurteilen) Wilhelm Scheibner in Leipzig zum Dr. phil. promoviert. Danach blieb er zunächst an der Universität Leipzig. Er hörte dort 1862 Vorlesungen über Wirtschaft (Wilhelm Roscher), Archäologie (Johannes Overbeck) und Geschichte (aber nicht über Mathematik und Physik).
1863 habilitierte er sich an der Friedrichs-Universität Halle mit einer Arbeit über Abelsche Funktionen. Danach hielt er mehrere Vorlesungen in Halle als Privatdozent. 1865 veröffentlichte er die Arbeit Ueber die Anzahl der willkürlichen Constanten in algebraischen Functionen, die den Satz von Riemann-Roch enthielt, der die topologischen Eigenschaften (das Geschlecht) einer Riemannschen Fläche mit Eigenschaften des Körpers der auf der Fläche definierten meromorphen Funktionen in Verbindung brachte. Die Benennung des Theorems nach Riemann und Roch erfolgte 1874 durch Max Noether und Alexander Brill (der Beitrag von Riemann war die Riemann-Ungleichung). Schon zuvor publizierte er mehrere Arbeiten über Funktionentheorie in Crelle’s Journal.
Am 21. August 1866 wurde er a.o. Professor in Halle nach einem positiven Gutachten von Eduard Heine und Otto August Rosenberger. Er war im Wintersemester 1866/67 wegen seiner  Tuberkulose beurlaubt und suchte Heilung im milderen Klima Italiens. Im November 1866 erlag er mit 26 Jahren der Tuberkulose.
Der Satz von Riemann-Roch spielte eine wichtige Rolle in der algebraischen Geometrie und wurde in den 1920er Jahren auf algebraische Kurven und in den 1950er Jahren auf höhere Dimensionen des Satzes von Hirzebruch-Riemann-Roch durch Friedrich Hirzebruch verallgemeinert und von Alexander Grothendieck auf Morphismen zwischen algebraischen Varietäten.

## Werke
- Ueber die Anzahl der willkürlichen Constanten in algebraischen Functionen. in Crelle J. Math. 64 (1865) 372–376.
- Ueber Integrale zweiter Gattung und die Werthermittelung der Theta-Functionen. in Schlömilch’s Ztschr. Math. Phys. 11 (1866) 53–63.